# كأس الغارفي 2014
كأس الغارفي 2014 هو الموسم 21 من كأس الغارفي. أقيم خلال الفترة 5 مارس 2014 وحتى 12 مارس 2014، وأشرف على تنظيمه اتحاد البرتغال لكرة القدم، وكان عدد الأندية المشاركة فيه 12، وفاز فيه منتخب ألمانيا لكرة القدم للسيدات.